# Kamikyokutachi
Kamikyokutachi (яп. 神曲たち Камикёкутати, «Шедевры») — второй студийный альбом японской женской идол-группы AKB48, вышедший 7 апреля 2010 года. Диск возглавил японский альбомный хит-парад Oricon 19 апреля 2010 года.

## Об альбоме
Kamikyokutachi содержит 16 композиций, 14 были изданы ранее в качестве синглов.
Помимо обычного существует театральное издание альбома. Обычное издание включает DVD с тремя хореографическими постановками композиций, издававшихся в качестве синглов. театральное издание содержит второй компакт-диск с аудиокомментариями от участниц группы; также покупатели этого издания получали возможность посетить специальную автограф-сессию группы.

## Список композиций

### Обычное издание
| №   | Название                                             | Длительность |
| --- | ---------------------------------------------------- | ------------ |
| 1.  | «RIVER»                                              |              |
| 2.  | «Baby! Baby! Baby! Baby!»                            |              |
| 3.  | «Oogoe Diamond» (大声ダイヤモンド)                   |              |
| 4.  | «Kimi no Koto ga Suki Dakara» (君のことが好きだから) |              |
| 5.  | «Shoichi» (初日)                                     |              |
| 6.  | «10nen Zakura» (10年桜)                              |              |
| 7.  | «Tobenai Agehachou» (飛べないアゲハチョウ)           |              |
| 8.  | «Namida Surprise!» (涙サプライズ!)                   |              |
| 9.  | «Choose me!»                                         |              |
| 10. | «Enkyori Poster» (遠距離ポスター)                    |              |
| 11. | «Iiwake Maybe» (言い訳Maybe)                         |              |
| 12. | «Hikōki Gumo» (ひこうき雲)                           |              |
| 13. | «Majisuka Rock n Roll» (マジスカロックンロール)      |              |
| 14. | «Sakura no Shiori» (桜の栞)                          |              |
| 15. | «Jibun Rashisa» (自分らしさ)                         |              |
| 16. | «Kimi to Niji to Taiyō to» (君と虹と太陽と)          |              |

| №  | Название                                                               | Длительность |
| -- | ---------------------------------------------------------------------- | ------------ |
| 1. | «Oogoe Diamond (choreography video)» (大声ダイヤモンド 振り付けビデオ) |              |
| 2. | «Iiwake Maybe (choreography video)» (言い訳Maybe 振り付けビデオ)       |              |
| 3. | «River (choreography video)» (RIVER 振り付けビデオ)                    |              |

Бонус
- Фото с участницами группы

### Театральное издание
| №   | Название                                             | Длительность |
| --- | ---------------------------------------------------- | ------------ |
| 1.  | «RIVER»                                              |              |
| 2.  | «Baby! Baby! Baby! Baby!»                            |              |
| 3.  | «Ōgoe Diamond» (大声ダイヤモンド)                    |              |
| 4.  | «Kimi no Koto ga Suki Dakara» (君のことが好きだから) |              |
| 5.  | «Shoichi» (初日)                                     |              |
| 6.  | «10nen Zakura» (10年桜)                              |              |
| 7.  | «Tobenai Agehachō» (飛べないアゲハチョウ)            |              |
| 8.  | «Namida Surprise!» (涙サプライズ!)                   |              |
| 9.  | «Choose me!»                                         |              |
| 10. | «Enkyori Poster» (遠距離ポスター)                    |              |
| 11. | «Iiwake Maybe» (言い訳Maybe)                         |              |
| 12. | «Hikōki Gumo» (ひこうき雲)                           |              |
| 13. | «Majisuka Rock n Roll» (マジスカロックンロール)      |              |
| 14. | «Sakura no Shiori» (桜の栞)                          |              |

CD 2
1-14. С аудиокомментариями участниц группы
Бонус
- Билет на автограф-сессию (Makuhari Messe International Exhibition Hall)